# Auļi
Az Auļi 2003-ban alakult világzenét játszó lett folkegyüttes. A zenekar 6 dudásból, 3 dobosból és 1 elektromos csellósból áll. A zenekar a dorombot és a schalmeit, az oboa ősét is felhasználja zenéjében.

## Története
Az Auļi 2005-ben adta ki a 12 számból álló debütáló albumát Sendzirdēju címmel. 2010-ben megjelent harmadik stúdióalbumuk Etnotranss (Ethnotrance) címmel, amelyet zenéjük bemutatására hoztak létre. Az albumon Andris Grunte bőgőn játszik.
2013. május 4-én 10 éves jubileumi koncertet adtak a Palladium Rīga koncertteremben. Ugyanebben a hónapban a zenekar kiadta a legjobbnak tartott albumát, a Dižducis címűt, ami 12 korábban megjelent szerzeményt tartalmazott. A számokat Karlis Auzāns hangszerelte újra, és csatlakozott hozzájuk Juris Kaukulis a Dzelzs Vilksből, Zane Šmite folkénekes, Kilema (ének és valiha) és más vendégzenészek.
2016-ban jelent meg ötödik stúdióalbumuk, a Gadalokos című, mely kompozíciókat tartalmaz a lett évszakokról (Fagyidő, Sörsnu idő, Tavasz, Virágidő, Szénaidő, Őszi idő, Mosásidő és Jégidő) és ünnepekről. Az albumot egy 1999–2000-es tukumsi régészeti ásatáson talált naptári medál ihlette.
2017-ben az Auļi a Tautumeitas zenekarral közösen kiadott egy 13 számból álló albumot, a Lai māsiņa rotājās! címűt, amelyet az eljegyzések és az esküvők témakörnek szentelt. Az album elnyerte a lett zenei felvételek éves díját, mint 2017 legjobb népzenei albuma. Lai māsiņa rotājās! a 26. helyezést érte el a 2018-as World Music Charts Europe listán, valamint a 38. helyet a 2018. áprilisi és 2018. májusi Transglobal World Music Chart-on.
2019-ben 12 dalt tartalmazó albummal jelentkeztek Senĉu Balsis: Voices of the Ancestors címmel. Négy vendégzenész (Batzorig Vaanchig, Albin Paulus, Kai Somby és Edgars Lipors) működött közre, akik mindegyike sajátos éneklési stílust képviselt. Két hónappal a stúdióalbum megjelenése után kiadtak egy élő koncertfelvételt erről az albumról Voices of the Ancestors címmel (élő itt: GORS, Rēzekne, 2019).
2021-ben 12 kompozícióból álló instrumentális albumuk: a Visapkārt jelent meg, Dolby Atmos térhatású hangtechnológiával.

## Tagok

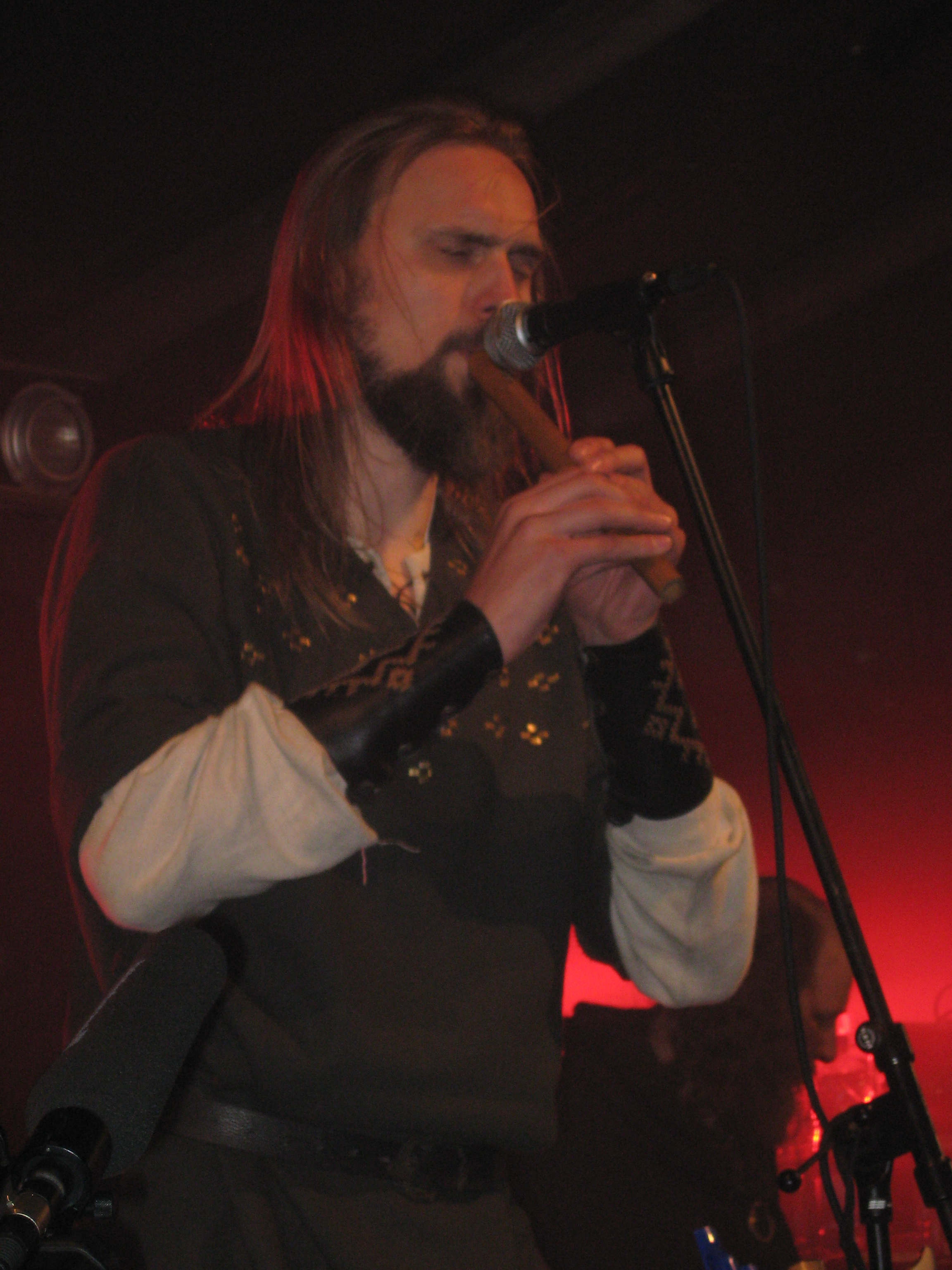
Kaspars Bārbals a Skyforger koncerten a „Zvēra 2009” fesztiválon

- Kaspars Bārbals — ősduda(wd), dudka(wd), bombard és dob
- Leanne Barbo — duda és doromb
- Gatis Valters — gitár és dob
- Māris Jēkabsons — duda és ének
- Edgars Kārklis — duda
- Normunds Vaivads — duda
- Gatis Indrēvics — duda és bombard
- Mikus Čavarts — ütőhangszerek
- Edgars Krūmiņš — dob
- Kaspars Indrēvics — fatörzsdobok

## Diszkográfia
- Sendzirdēju (2005)
- Auļos... (2007)
- Etnotranss (2010)
- Dižducis (2013)
- Gadalokos (2016)
- Lai māsiņa rotājās! (2017; a Tautumeitas-szal[12])
- Senču balsis (2019)
- Voices of the Ancestors (Élő: GORS, Rēzekne, 2019)
- Visapkārt (2021)

## Fordítás
- Ez a szócikk részben vagy egészben  az   Auļi című angol Wikipédia-szócikk ezen változatának fordításán alapul.  Az eredeti cikk szerkesztőit annak laptörténete sorolja fel. Ez a jelzés csupán a megfogalmazás eredetét és a szerzői jogokat jelzi, nem szolgál a cikkben szereplő információk forrásmegjelöléseként.